# Bilintx

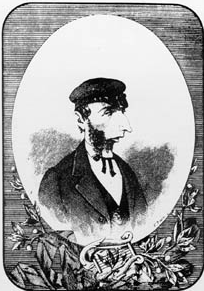
Retrat fet per Biktoriano Iraola i publicat el 1895

Indalezio Bizkarrondo Ureña, Bilintx o Vilinch (Donostia, Guipúscoa, 1831 - Donostia, 1876) va ser un escriptor en èuscar bertsolari i poeta romàntic d'ideari progressista i liberal.
La seva vida sembla perseguida per la desgràcia, ja que de nen va tenir un accident que li va desfigurar la cara i l'any que va morir, durant la Tercera Guerra carlina, una granada va entrar per la finestra de casa seva, el va ferir i li van haver d'amputar les dues cames.
Es va casar el 1869 i va tenir tres fills.
En la Guerra carlina va lluitar a favor dels liberals; va morir el mateix dia en què es van abolir els furs bascos.
Fou un escriptor d'escassa formació i de llenguatge més aviat pobre, l'urbà, de Sant Sebastià (en contrast amb el més ric dels escriptors rurals d'aleshores).
Com a escriptor, la crítica destaca el seu humorisme agredolç, palesat tant en la poesia amorosa com en la sàtira humorística. Demostra una calor humana i un somriure compassiu. També excel·leix a reflectir l'enyor de la seva terra (va viure uns anys a Amèrica).

## Obres
- Bertso ta lan guztiak (1962, Auspoa)
- Bertsoak eta beste (1986, EEE - Etor)
- «Abade bateri». Gure erria. 1960, 38
- «Aizetxoari». Euskal-Esnalea 21. 1931, 330
- «Asto baten azpian». La Vasconia 42. 1935, 1460
- «Au poza senti det». Argia 14. 1934, 711
- «Auxen da lotsa eman didana». Habe. 1983, 29
- «Begi urdinak dituzu eta». Saski-Naski. 1989, 44
- «Bein batean Loyola'n». Society of Basque Studies in America. 1989, 9